# Histoire philatélique et postale de Bade
Histoire philatélique et postale de Bade décrit l'Histoire postale et les timbres émis par le margraviat de Bade puis le grand-duché de Bade de 1718 à 1871.

## Pré-philatélie
La Maison de Thurn und Taxis a eu une grande influence sur le développement postal de Bade : en effet, de 1718 à 1811, ils avaient le droit de procéder à l'organisation postale. En 1811, l'administration postale fut confiée à l'État de Bade par traité (le Cessionsvertrag). Le 1er mai 1851, Bade rejoint l'Union postale germano-autrichienne, et émet ses premiers timbres.

## Émissions de timbres

### 1851 - Premiers timbres
Le 1er mai 1851, les premiers timbres de 1, 3, 6 et 9 kreuzer sont émis par le grand-duché de Bade. Ces 4 valeurs, non dentelées (comme tous les timbres à l'époque), couvrent tous les tarifs importants, que ce soit en distance ou en poids. En plus de la valeur nominale, ils portent l'inscription BADEN FREIMARKE ainsi que Deutsch-Österreichischer-Postverein / Vertrag 6. April 1850 en rappel de la participation à cette Union postale. Confondus parfois avec ceux de l'émission de 1852, de couleurs différentes et d'un papier plus épais.

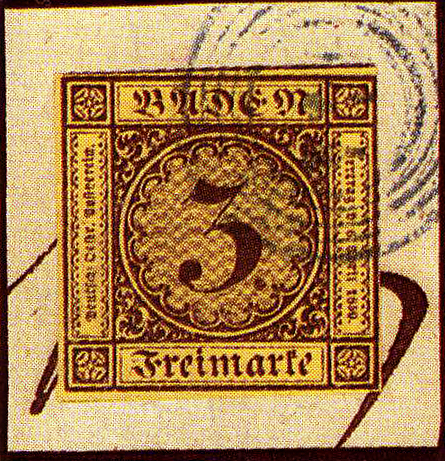
3 kr jaune foncé. Cinq cercles 144 de Thiengen.
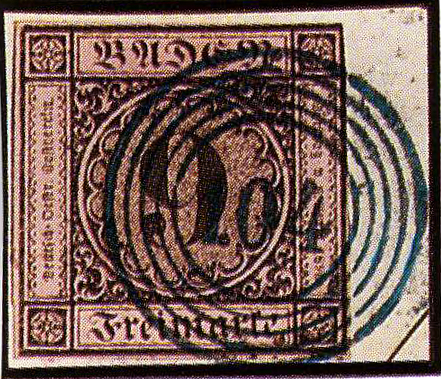
9 kr vieux-rose, 5 cercles 104 d'Offenbourg.

#### Variantes de 1852

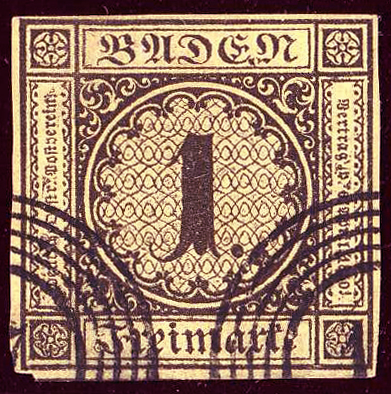
1 kr brunâtre. 5 cercles 17 de Boxberg
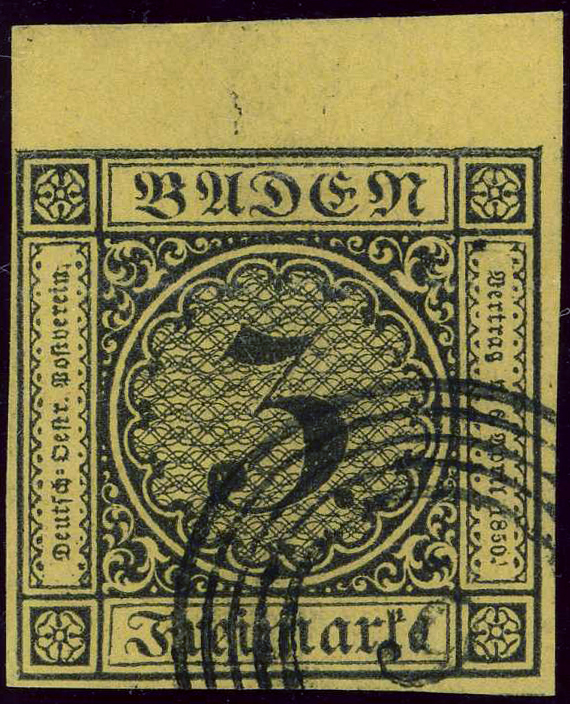
3 kr pale jaune pâle, marge supérieure. 5 cercles 9 (Berolzheim).
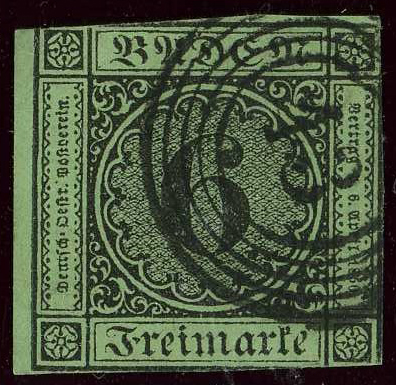
6 kr vert. 5 cercles 13 de Tauberbischofsheim

#### L'erreur de couleur du 9 kr
Il existe une erreur de couleur (celle du 6 kr) du 9 kr (rarissime, en 4 exemplaires).

### Émissions suivantes 1860-1868
Le grand-duché de Baden a émis ensuite des timbres portant les armoiries du duché.

#### 1860 - Dentelés 13 1/2

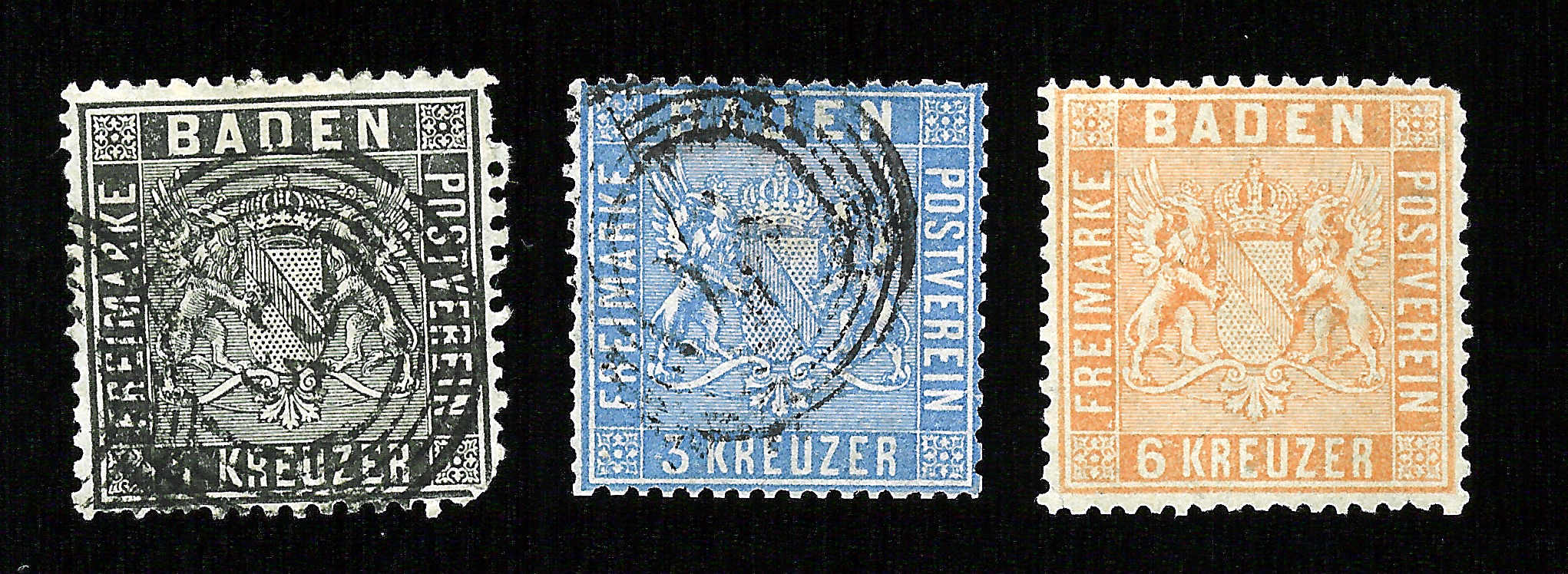
L'émission de 1860 avec les armoiries.

Cette première émission de timbres dentelés comportait des défauts liés à la difficile exécution d'une dentelure aussi serrée.

#### 1862 - Dentelés 10
Une dentelure plus large, valeurs de 1 à 9 kreuzer. Le fond est encore composé de fines lignes.

#### 1862-1865
Le fond est blanc. Valeurs 1 à 30 kreuzer.

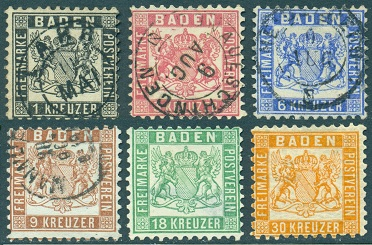
Les 6 valeurs réunies
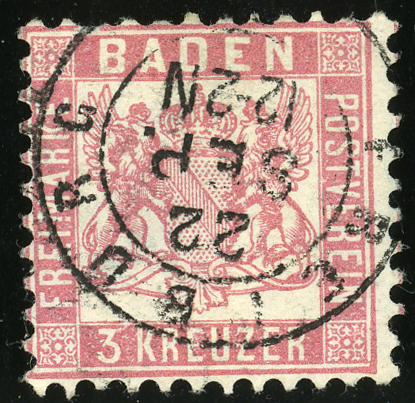
3 kreuzer, oblitéré à FREIBURG.
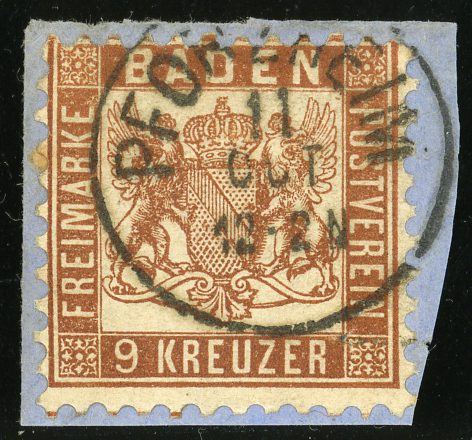
9 kreuzer, oblitéré à  PFORZHEIM.
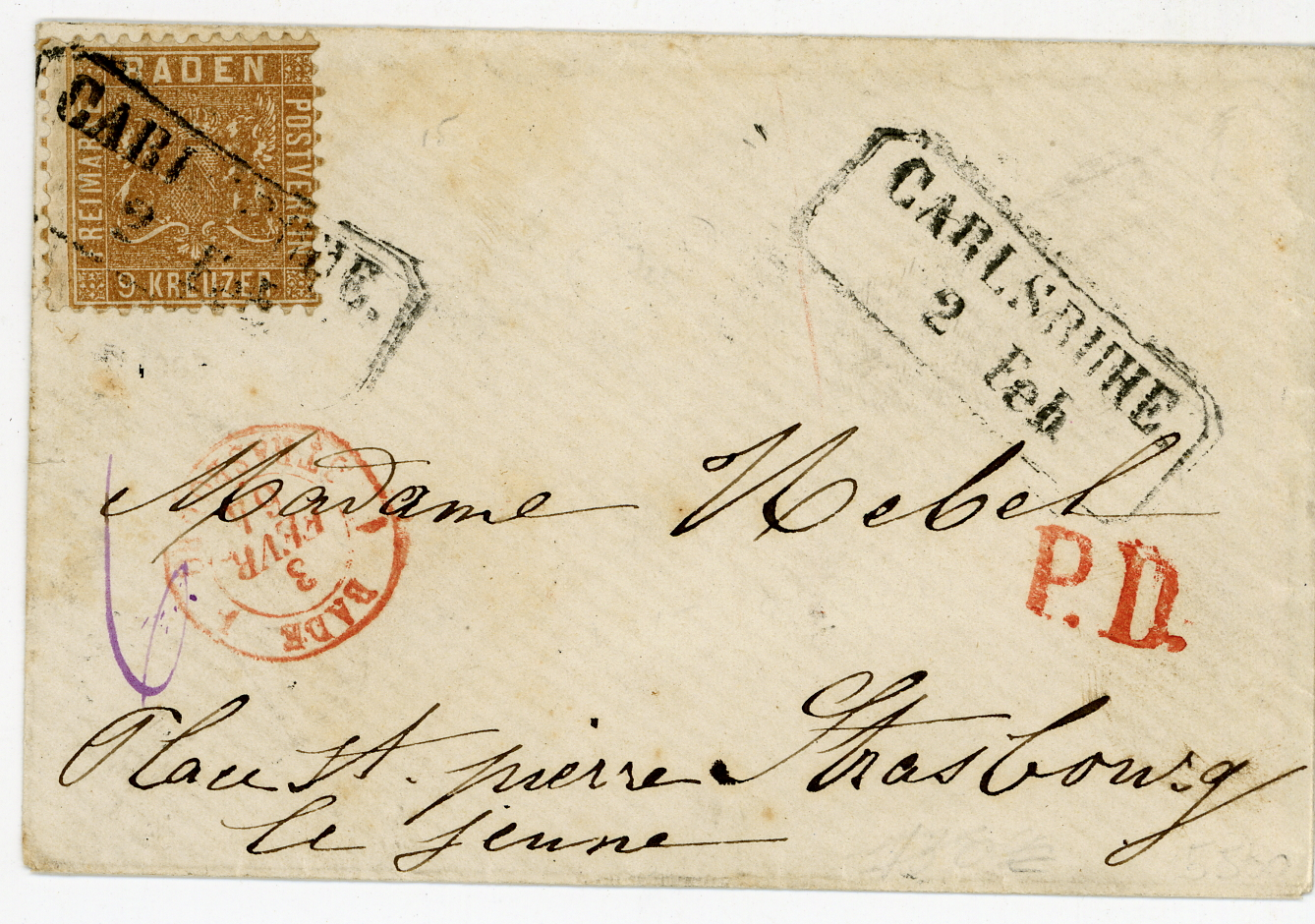
Enveloppe, avec 9 kreuzer, oblitérée à CARLSRUHE in 1864, envoyée à Strasbourg.

#### Octobre 1868
Trois valeurs, notées de manière courte 1, 3 et 7 KR.

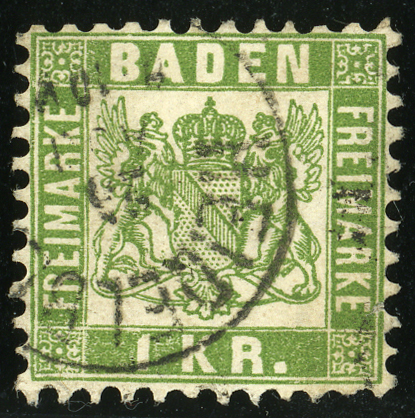
1 KR., oblitéré à HEIDELBERG.
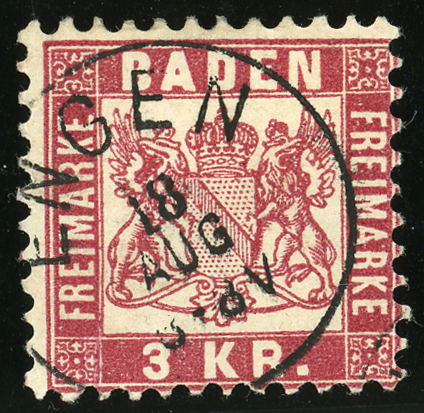
3 KR., oblitéré à ENGEN.
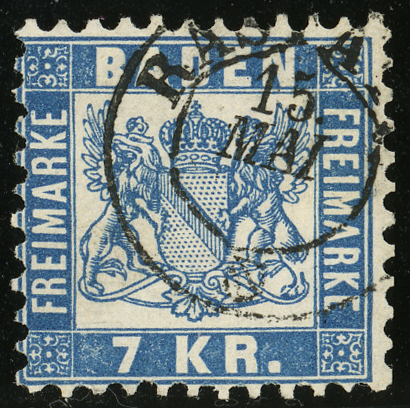
7 KR., oblitéré àt RASTATT.

#### 1862 - Timbres ruraux

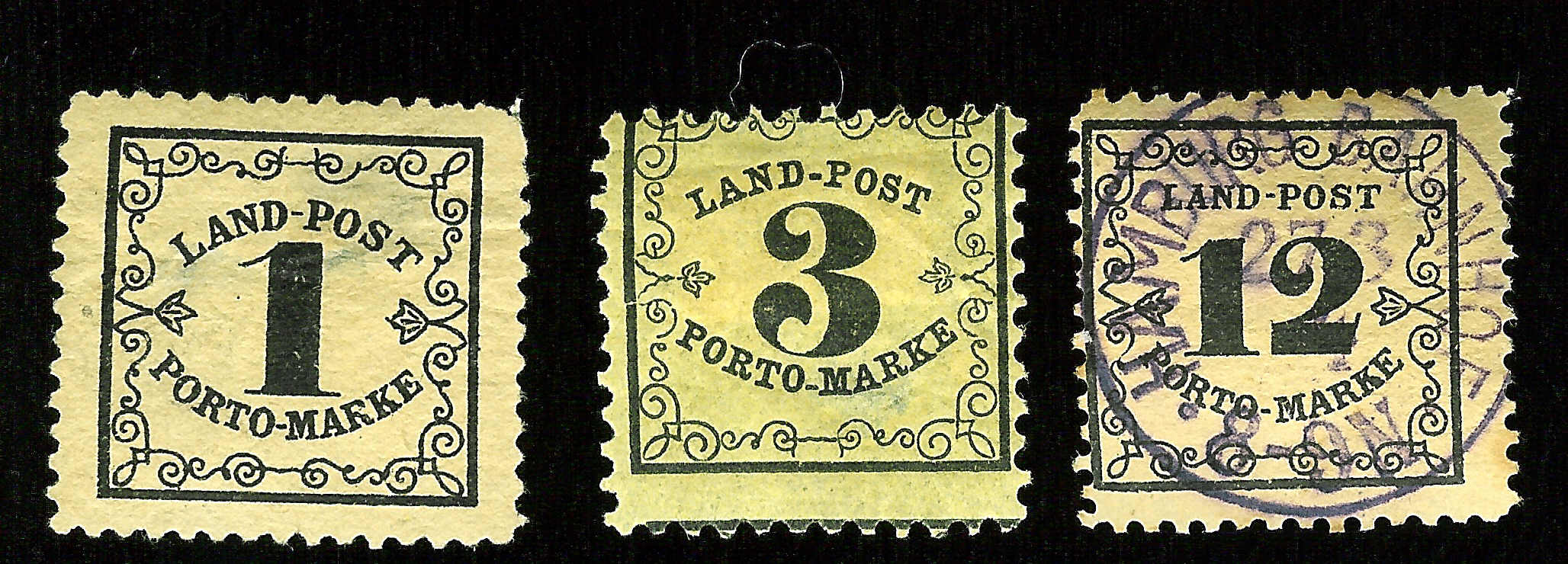
Timbres ruraux Landpost

## 1871 - L'incorporation à l'Empire
Le 1er janvier 1872, l'administration postale fut transmise à l'Empire allemand, et les timbres perdirent leur valeur d'affranchissement.